# Klippekort
 Denne artikel omhandler klippekort som adgangskort. Opslagsordet har også en anden betydning, se Kørekort#Klip i kortet.
Et klippekort er oprindeligt et adgangskort, hvor der blev klippet et stykke af, hver gang det blev brugt. Ideen er, at man på forhånd betaler for et antal adgange eller serviceringer og derefter blot bruger kortet uden at skulle tænke på at have penge med. Normalt opnår man en mængderabat ved at købe på klippekort.
I Danmark blev systemet tidligere mest brugt til rejser med bus og tog, men det er efterhånden blevet erstattet af rejsekort og andre elektroniske løsninger de fleste steder. Visse biografer, svømmehaller m.v. har dog også systemer, hvor der klippes eller stemples for hvert besøg. Som kuriosum kan nævnes, at enkelte frisører også har klippekort til standardfrisurer, samt at visse barer har klippekort til øl, som er af samme system som i busser og tog med en automat disse klippes i.

## Opbygning
Bus- og togbilletten er oftest opbygget, så et hak i den ene side klippes af, hver gang kortet stikkes i en automat i bussen eller på stationen. Samtidig stemples kortet ud for det afklippede med dato, tid og takstzone og evt. andre oplysninger. I Hovedstadsområdet var det automatens kode. En primitiv stregkode på bagsiden fortæller klippeautomaten, om det er et klippekort, der stikkes i. I områder med begrænset gyldighed på klippekort angiver stregkoden ofte, hvilken takstsats (generation) kortet har. Klippeautomaten kan ud fra dette afvise udløbne kort.
Der har gennem tiden været flere sager om forfalskning af denne type klippekort, og der er visse steder særdeles komplicerede tryk og koder på, der skal afsløre forfalskninger. Der er dog stadig et stykke vej, før sikkerheden minder om den for pengesedler. I kampen mod forfalskning brød HUR Trafik i foråret 2006 med et princip om, at gamle klippekort kunne bruges efter takststigninger. Alle gamle klippekort kunne indtil 31. juli 2006 byttes til nye (se billede), hvorefter kun de nye klippekort kunne bruges.
I 2010'erne blev klippekort erstattet af de elektroniske rejsekort hos de fleste trafikselskaber. Hos Movia ophørte salget af klippekort 9. februar 2015. De kunne bruges indtil 30. juni 2015 og refunderes indtil 8. februar 2018. Hos Midttrafik ophørte brug af klippekort 15. januar 2017, men det er fortsat muligt at købe elektroniske klippekort i selskabets app til mobiltelefoner. Sydtrafik ophørte med brug af klippekort 15. januar 2017 men med refusion frem til 15. august 2019. DSB ophørte tilsvarende med brug af klippekort 16. januar 2017 men med refusion indtil 16. august 2019. FynBus og Nordjyllands Trafikselskab bruger heller ikke klippekort længere.
Hos BAT på Bornholm, hvor der ikke er indført rejsekort, er det stadig muligt at benytte klippekort.